# Нелобка
Не́лобка — река в России, протекает по территории Свердловской области. Устье реки находится по правому берегу реки Салда (Нижне-Салдинский пруд). Длина реки 33 км. Истоки реки в Горноуральском городском округе, протекает по территории Верхнесалдинского городского округа. Нижнее течение образует рукав Нижне-Салдинского водохранилища в городском округе Нижняя Салда. В низовьях расположена деревня Нелоба.

## Притоки
- 6,9 км: Исток
- 13 км: Ямная

## Данные водного реестра
По данным государственного водного реестра России относится к Иртышскому бассейновому округу, водохозяйственный участок реки — Тагил от города Нижний Тагил и до устья, речной подбассейн реки — Тобол. Речной бассейн реки — Иртыш.
Код объекта в государственном водном реестре — 14010501512111200005521.